# Bannes (Mayenne)
Bannes ist eine französische Gemeinde mit 119 Einwohnern (Stand: 1. Januar 2022) im Département Mayenne in der Region Pays de la Loire in Frankreich. Die Gemeinde gehört zum Arrondissement Château-Gontier und zum Kanton Meslay-du-Maine. Die Einwohner werden Bannéens genannt.

## Geographie
Bannes liegt etwa 32 Kilometer ostsüdöstlich von Laval. Umgeben wird Bannes von den Nachbargemeinden Thorigné-en-Charnie im Norden, Viré-en-Champagne im Osten und Nordosten, Cossé-en-Champagne im Süden und Osten sowie Saulges im Westen und Südwesten.

## Einwohnerentwicklung
| Jahr                       | 1962 | 1968 | 1975 | 1982 | 1990 | 1999 | 2006 | 2019 |
| Einwohner                  | 205  | 185  | 164  | 142  | 131  | 118  | 134  | 118  |
| Quellen: Cassini und INSEE |      |      |      |      |      |      |      |      |

## Sehenswürdigkeiten

Kirche Saint-Jean-Baptiste

- Kirche Saint-Jean-Baptiste
- Kapelle von La Piquelière